# Mount Aberdeen National Park
Mount Aberdeen National Park är en park i Australien. Den ligger i delstaten Queensland, omkring 960 kilometer nordväst om delstatshuvudstaden Brisbane. Arean är 29,8 kvadratkilometer.
Trakten runt Mount Aberdeen National Park är nära nog obefolkad, med mindre än två invånare per kvadratkilometer..
Omgivningarna runt Mount Aberdeen National Park är huvudsakligen savann. Genomsnittlig årsnederbörd är 920 millimeter. Den regnigaste månaden är mars, med i genomsnitt 216 mm nederbörd, och den torraste är oktober, med 6 mm nederbörd.